# Gymnocephalus
Gymnocephalus là một chi của họ Cá vược có nguồn gốc từ Tây Lục địa Á-Âu. Trong tiếng Anh, chúng được gọi chung là ruffes và giống với chi Cá rô (Perca), nhưng thường nhỏ hơn và có một mẫu khác.

## Loài
Hiện tại có năm loài được công nhận trong chi này:
- Gymnocephalus acerina (J. F. Gmelin, 1789) (Donets ruffe)
- Gymnocephalus ambriaelacus Geiger & Schliewen, 2010
- Gymnocephalus baloni Holčík & K. Hensel, 1974 (Danube ruffe)
- Gymnocephalus cernua (Linnaeus, 1758) (ruffe)
- Gymnocephalus schraetser (Linnaeus, 1758) (schraetzer)

## Phân bố địa lý
Ở châu Âu, chúng được tìm thấy trong các lưu vực biển Caspi, Biển Đen, Biển Baltic và Biển Bắc; ở châu Á trong lưu vực biển Aral và lưu vực Bắc Băng Dương về phía đông Kolyma.